# عباس الزيوري
عباس بن القاسم بن إبراهيم الزَيْوَري الصفّار (1838 - 1897) شاعر عراقي في القرن 19 م. ولد في بغداد ونشأ في الحلة واستوطن كربلاء. له اشتغال بالموسيقى والشعر. عني بالتشطير والتخميس وجمع نظمه في ديوان. توفي في طهران ودفن بها.  

## سيرته
هو عباس بن القاسم بن إبراهيم بن زكريا بن حسين بن كريم بن علي بن كريم بن علي بن الشيخ عقلة الزَيْوَري البغدادي الحلي المعروف بالصفار. ولد في بغداد 1253 هـ/ 1838 م ومات أبوه وهو طفل فكلفته أمه وكانت من أهالي الحلة فانتقلت به إلى بلدها وبقي معها يترعرع بين أخواله فتعلم القراءة والكتابة. برز في نظم الشعر وهو شاب. كان يتردد بين بغداد والحلة. استوطن كربلاء على عهد أحمد بن كاظم الرشتي وله فيه مدائح وتهاني كثيرة، سافر إلى اليمن وحج مكة المكرمة معه سنة 1290 هـ. كان من الخطباء الحسينيين ولكن شهرته الأدبية تغلبت على شهرته المنبرية. 

ذكره محسن الأمين العاملي في أعيان الشيعة وقال «كان أديبا شاعرا ذا بديهة في نظم التاريخ سريعة يقتضبه اقتضابا كأنه كان معدا عنده له تخميس العلويات السبع والهاشميات السبع والهمزية النبوية وغيرها رأيتها بتصحيحه.»

توفي في طهران سنة 1315 هـ/ 1897 م مريضاً وراجعاً من العتبة الرضوية‌ ودفن في الشاه عبد العظيم الحسني في الري أو قيل في مشهد أو قم. 

## شعره
عني بالتشطير والتخميس. له تخميسة لعلويات ابن أبي الحديد فرغ من بعضها عام 1291 هـ. جمع نظمه في ديوان وله في مدح حيدر الحلي قصيدة علي رويّ ياليل الصب منها: يا ليلا بتٌّ أسامره/ ما أسرع ما وافى غده. ومن شعره قوله :
وقال مخاطباً العباس بن علي: